# Portia Modise
Portia Modise (Soweto, 20 de junho de 1983) é uma futebolista profissional sul-africana que atua como meia-atacante, uma das mais reconhecidas futebolistas africanas, Portia foi a primeira alcançar mais de 100 gols na seleção de um continente africano.

## Carreira
Portia Modise fez parte do elenco da Seleção Sul-Africana de Futebol Feminino, nas Olimpíadas de 2012, Portia marcou um gol na competição. 
Ela anunciou em 2015 sua retirada do futebol internacional.